# 查旦乡
查旦乡是中国青海省玉树藏族自治州杂多县下辖的一个乡。辖区总面积6000平方公里，常住人口0.2万人，以藏族为主，占总人口的99％。

## 行政区划
桥头溪乡下辖以下地区：
达谷牧委会、跃尼牧委会、齐荣牧委会和巴青牧委会。